# Meridiano de Greenwich

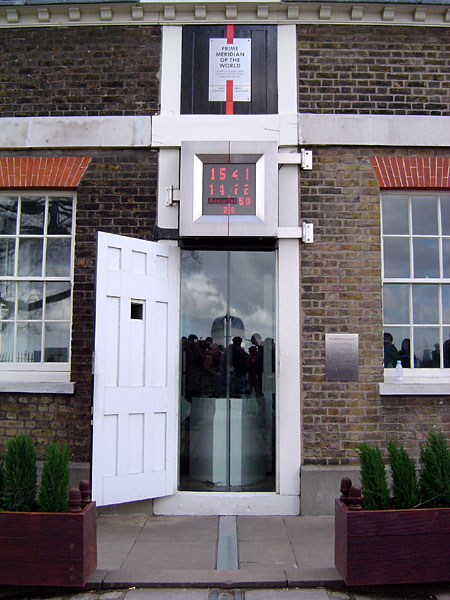
Primer meridiano, Greenwich.

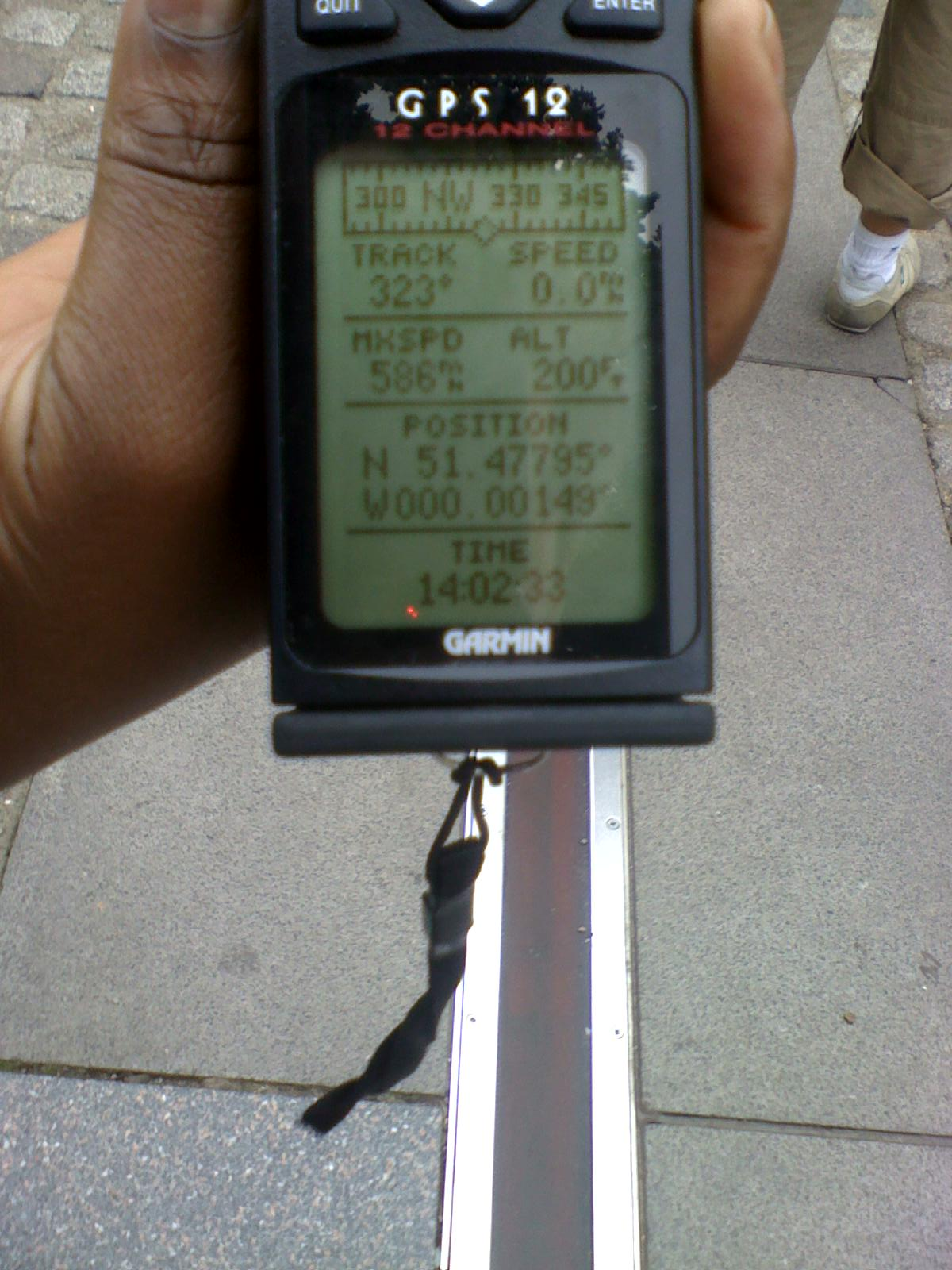
Un GPS situado en el meridiano uno. No indica una longitud de cero debido a que el meridiano, en realidad, está 102 metros al este.

El meridiano de Greenwich (/ɡrɛnɪtʃ/) (escuchar)ⓘ, también conocido como meridiano cero, meridiano base o primer meridiano, es el meridiano a partir del cual se miden las longitudes. Sustitutivo del meridiano de París, se corresponde con la circunferencia imaginaria que une los polos y recibe su nombre por cruzar por el distrito londinense de Greenwich, en concreto por su antiguo observatorio astronómico.

## Historia
El meridiano fue adoptado como referencia en una conferencia internacional celebrada en octubre de 1884 en Washington D. C., auspiciada por el presidente de los Estados Unidos a la que asistieron delegados de 25 países. En dicha conferencia se adoptaron los siguientes acuerdos:
1. Es deseable adoptar un único meridiano de referencia que reemplace los numerosos existentes.
2. El meridiano que atraviesa el Real Observatorio de Greenwich será el meridiano inicial.
3. Las longitudes alrededor del globo al este y oeste se tomarán hasta los 180° desde el meridiano inicial.
4. Todos los países adoptarán el día universal.
5. El día universal comienza a medianoche (hora solar) en Greenwich y tendrá una duración de veinticuatro horas.
6. Los días náuticos y astronómicos comenzarán también a medianoche.
7. Se promoverán todos los estudios técnicos para la regulación y difusión de la aplicación del sistema métrico decimal a la división del tiempo y el espacio.

La segunda resolución se aprobó con la oposición de Santo Domingo (actual República Dominicana) y las abstenciones de Francia (cuyos mapas siguieron utilizando el meridiano de París durante algunas décadas más) y Brasil.
Un huso horario se extiende sobre quince grados de longitud (porque 360 grados corresponden a 24 horas y 360/24 = 15).
La línea opuesta al meridiano de Greenwich, es decir, la semicircunferencia que completa una vuelta al mundo, corresponde a la línea internacional de cambio de fecha, que atraviesa el océano Pacífico. Por razones prácticas —fundamentalmente, no tener varios husos horarios en algunos archipiélagos— se ha adaptado esta línea a la geografía (ya no es recta en la superficie del globo), al igual que otras que limitan husos horarios, por lo que no coinciden con los meridianos.
Antiguamente la mayoría de las marinas de la Europa continental usaban el meridiano de El Hierro, que pasaba por la punta de la Orchilla, en el oeste de esta isla de las Canarias. Sin embargo, existieron muchas otras referencias.
Existe una diferencia angular de cinco con tres segundos entre el meridiano de Greenwich y el meridiano de referencia utilizado por el sistema GPS WGS84 (denominado IRM). Es consecuencia del procedimiento utilizado para la puesta en marcha en 1958 del primer Sistema de Posicionamiento Global por satélite, cuando se usaron como base de partida del nuevo sistema geodésico las coordenadas en el sistema NAD27 de la estación de observación de satélites situada en las inmediaciones de Baltimore. La mayor precisión del nuevo método por satélite se tradujo en un desplazamiento del Meridiano 0º del Sistema GPS (utilizando la longitud de Baltimore como referencia de partida), quedando situado unos 102 metros al este del meridiano de Greenwich materializado en el Observatorio. Esto es debido a la corrección de diversos errores de concordancia entre los sistemas cartográficos europeo y estadounidense, difícilmente apreciables por los métodos de geodesia clásicos. Cuando se constató esta diferencia en 1969, se descartó la posibilidad de reajustar todo el sistema GPS para eliminar este desfase. Para más detalle, véase el artículo Meridiano internacional de referencia del IERS.

## Geografía
| Coordenadas (aproximadas)      | País, territorio o mar | Notas (Tramos marítimos, en color azul) |
| ------------------------------ | ---------------------- | --- |
| 90°0′N 0°0′E / 90.000, 0.000   | Océano Ártico          | El polo norte |
| 81°39′N 0°0′E / 81.650, 0.000  | Mar de Groenlandia     | |
| 72°53′N 0°0′E / 72.883, 0.000  | Mar de Noruega         | |
| 61°0′N 0°0′E / 61.000, 0.000   | Mar del Norte          | |
| 53°45′N 0°0′E / 53.750, 0.000  | Reino Unido            | Pasa por el Real Observatorio de Greenwich |
| 50°47′N 0°0′E / 50.783, 0.000  | Canal de la Mancha     | |
| 49°19′N 0°0′E / 49.317, 0.000  | Francia                | |
| 42°41′N 0°0′E / 42.683, 0.000  | España                 | Cerca de Monte Perdido (Huesca), en los Pirineos. Pasa por la autopista Zaragoza-Fraga, en la cual hay un arco que indica que por ese lugar pasa el meridiano cero. |
| 40°00′N 0°0′E / 40.000, 0.000  | España                 | Castellón de la Plana (Castellón). |
| 39°56′N 0°0′E / 39.933, 0.000  | Mar Mediterráneo       | Castellón (golfo de Valencia). |
| 38°52′N 0°0′E / 38.867, 0.000  | España                 | Denia (Alicante). |
| 38°45′N 0°0′E / 38.750, 0.000  | España                 | Beniarbeig (Alicante). |
| 38°38′N 0°0′E / 38.633, 0.000  | España                 | Altea (Alicante). |
| 35°50′N 0°0′E / 35.833, 0.000  | Argelia                | |
| 21°50′N 0°0′E / 21.833, 0.000  | Mali                   | |
| 14°59′N 0°0′E / 14.983, 0.000  | Burkina Faso           | |
| 11°6′N 0°0′E / 11.100, 0.000   | Togo                   | A lo largo de unos 600 m |
| 11°6′N 0°0′E / 11.100, 0.000   | Ghana                  | A lo largo de unos 16 km |
| 10°57′N 0°0′E / 10.950, 0.000  | Togo                   | |
| 10°36′N 0°0′E / 10.600, 0.000  | Ghana                  | Cruza el lago Volta en 7°48′N 0°0′E / 7.800, 0.000 |
| 5°37′N 0°0′E / 5.617, 0.000    | Océano Atlántico       | Cruza el ecuador en 0°0′N 0°0′E / 0.000, 0.000 |
| 60°0′S 0°0′E / -60.000, 0.000  | Océano Antártico       | |
| 68°54′S 0°0′E / -68.900, 0.000 | Antártida              | Tierra de la Reina Maud y final en el polo sur90°0′S 0°0′E / -90.000, 0.000                                                                                         | 

Países que atraviesa el meridiano cero (azul) y los que atraviesa el ecuador (rojo).

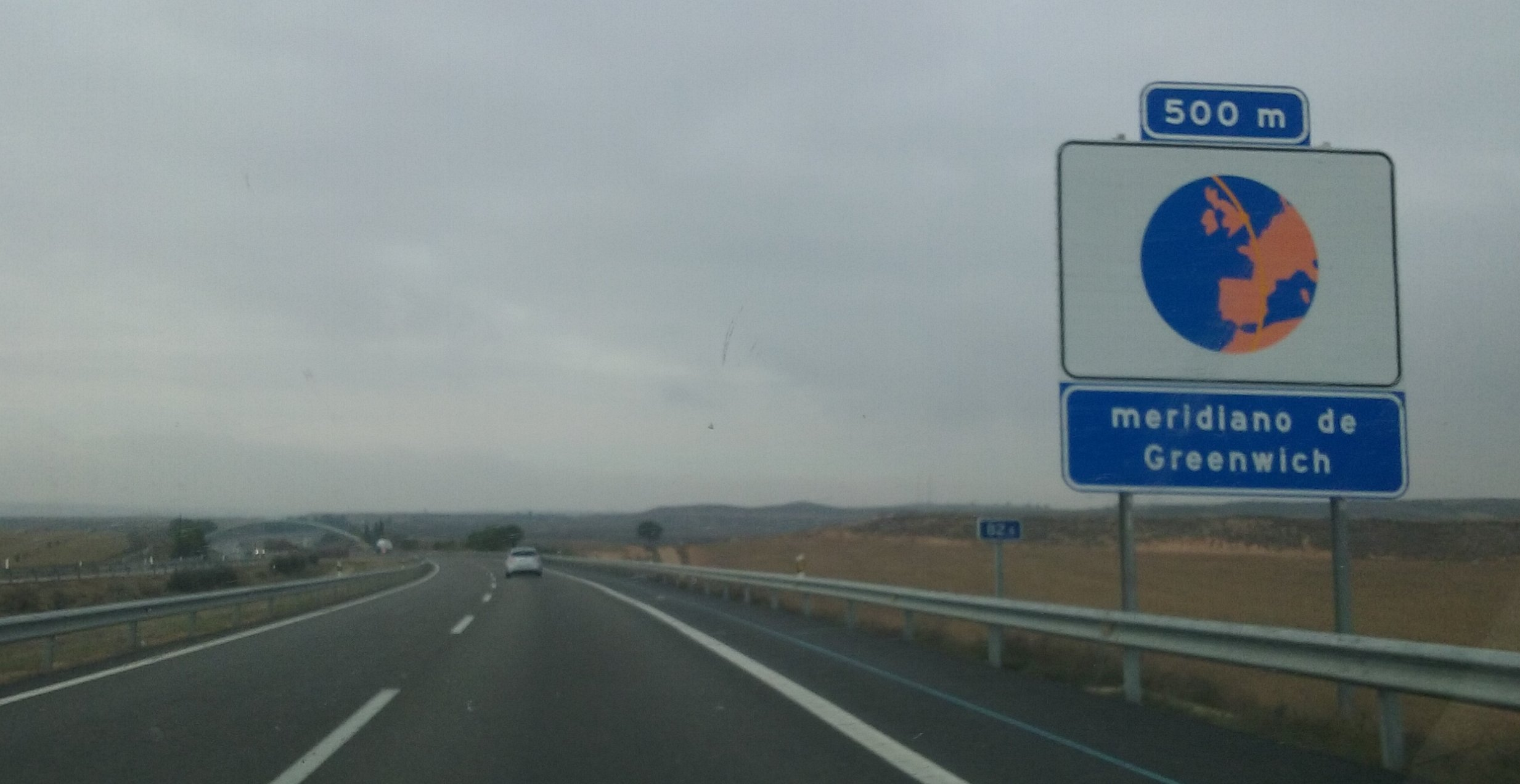
Señal indicativa del paso del meridiano de Greenwich (ED-50) sobre la autopista AP-2 en las inmediaciones de Fraga (Huesca).

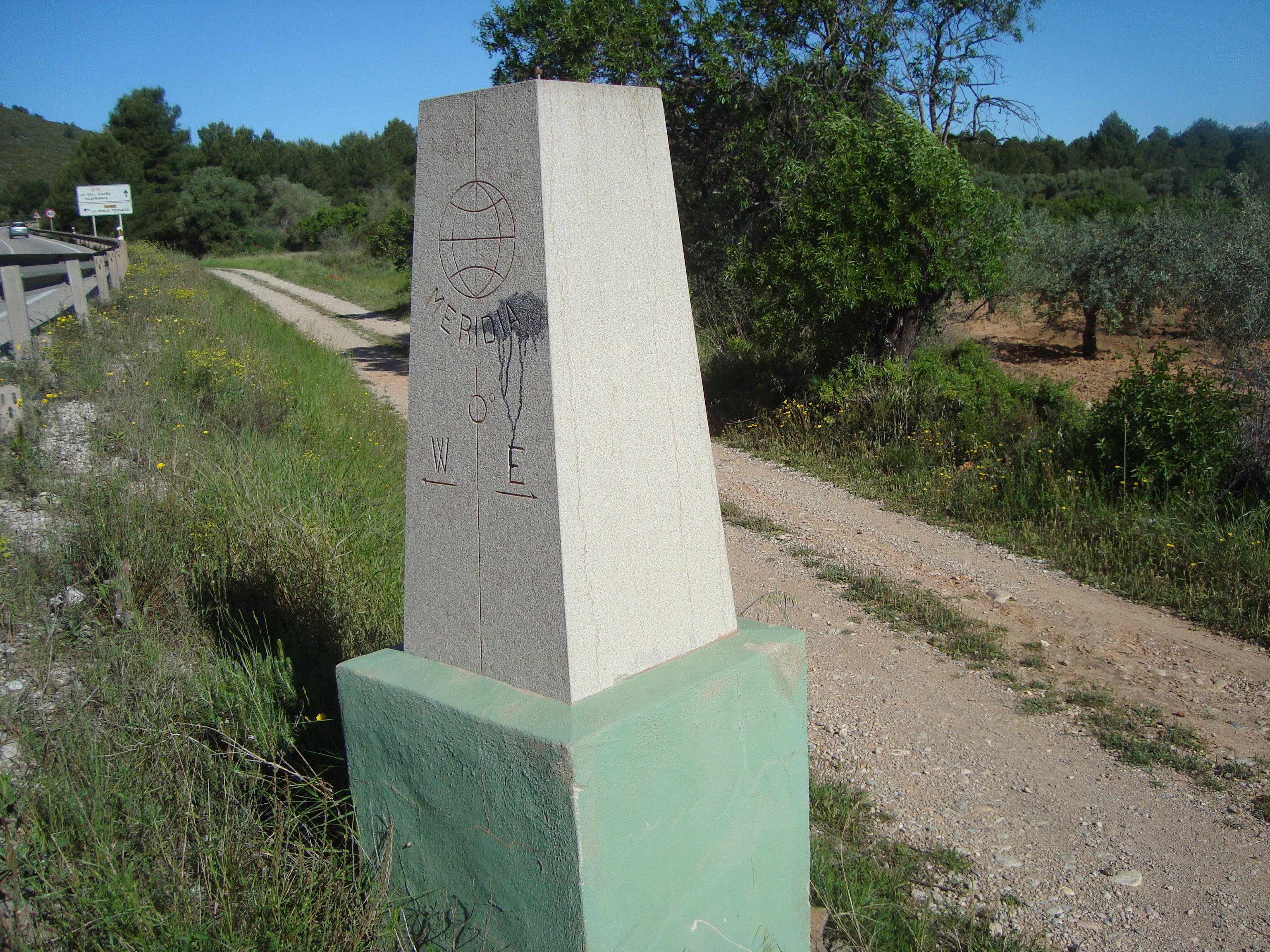
Meridiano de Greenwich (La Pobla Tornesa, Castellón).

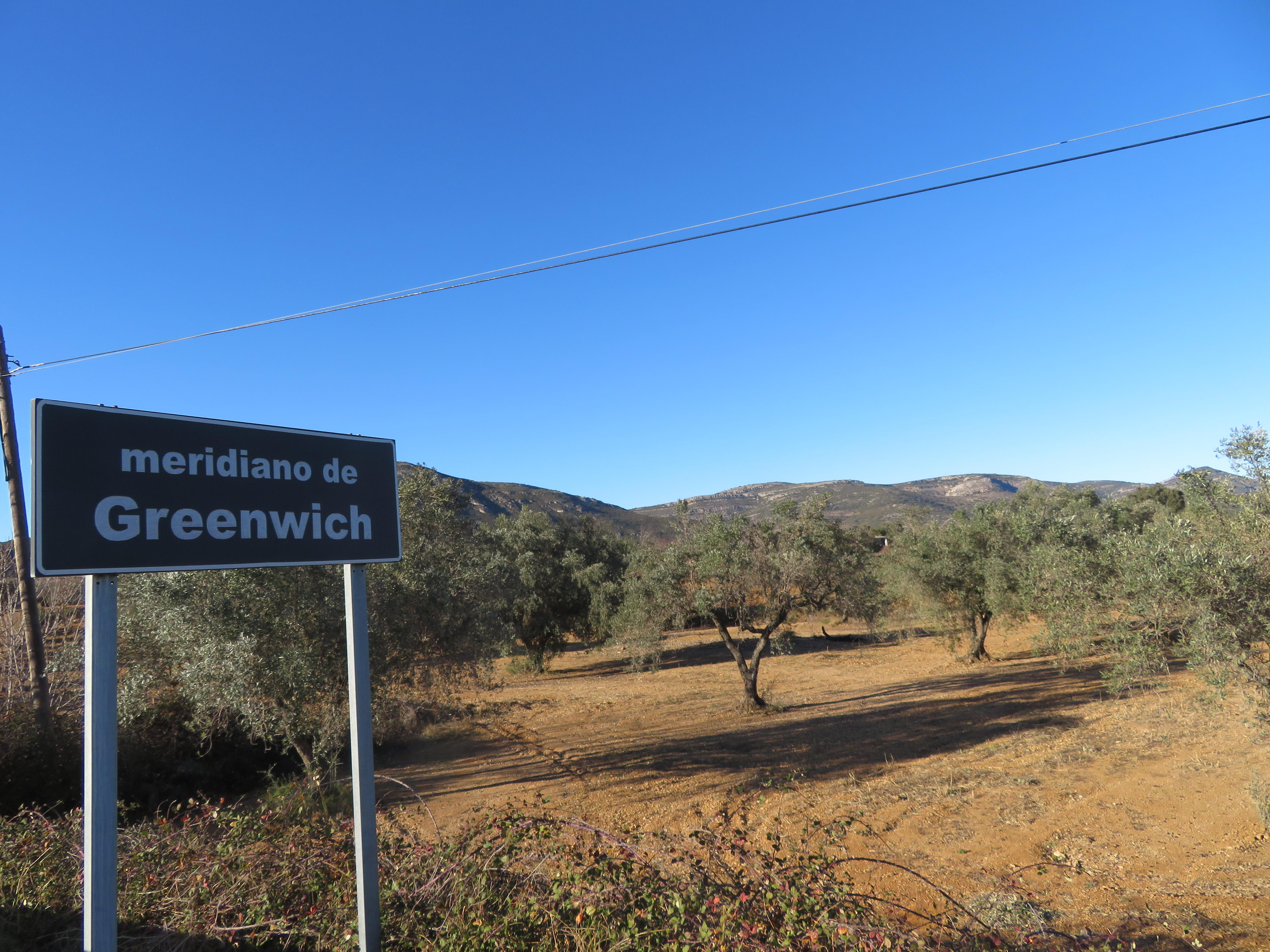
Meridiano de Greenwich (Albocacer, España).

El meridiano de Greenwich, también conocido como meridiano 0°, pasa por los siguientes países, ordenados de norte a sur:
- Reino Unido
- Francia
- España
- Argelia
- Malí
- Burkina Faso
- Togo
- Ghana
- 🇸🇹 Santo Tomé y Príncipe
- Tierra de la Reina Maud